# Microdipoena mihindi
Espèce
Synonymes
- Mysmenella mihindi Baert, 1989

Microdipoena mihindi est une espèce d'araignées aranéomorphes de la famille des Mysmenidae.

## Distribution
Cette espèce est endémique du Rwanda.

## Publication originale
- Baert, 1989 : Mysmenidae from Rwanda (Araneae). Revue de Zoologie Africaine, vol. 103, p. 29-33.